# 묘법연화경 권5~7 (충청북도 유형문화재 제318호)
묘법연화경 권5~7(妙法蓮華經 卷五~七)은 충청북도 단양군 영춘면, 구인사에 있는 조선시대의 불경이다. 2011년 2월 1일 충청북도의 유형문화재 제318호로 지정되었다.

## 개요
묘법연화경은 화엄경, 금강경과 더불어 대승경전으로 알려져 있으며, 법화사상을 담고 있는 천태종의 근본경전이다. 구인사 소장본은 406년 구마라집이 漢譯한 것을 계환이 주해한 것으로 조선 초기 명필가인 성달생·성개 형제가 쓴 정서본을 바탕으로 1405년(태종 5)에 전라도 고산 安心社에서 목판으로 간행한 경전이다.
永樂 3년(1405)에 작성된 權近의 발문에 따르면 조계종 대선인 信希 등이 법화경을 신봉해 왔는데 연로하여 독서에 불편한 이유로 성달생 형제에게 부탁하여 繕寫하게 하였다는 것이다. 이것을 도인 信文이 전라도 雲梯縣 兜率山 安心社에서 간행하였다고 한다.
天台宗의 所依經典인 묘법연화경(법화경)으로 권5∼7로 되어 있다.
종이의 재질은 닥나무로 만든 楮紙를 사용한 것으로 보이며, 책의 말미에 太宗 3年(永樂 2년, 1405) 양촌 권근(1352～1409)의 발문이 있다.
재료는 지본수묵(紙本水墨)이며, 목판본/선장의 형식을 취하고 있다.
규모는 세로 27.8cm, 가로는 15.8cm이다. 보존상태는 양호한 편이다.
이 묘법연화경은 권1～4가 결본이나 간행시기 미상인 南在의 발문, 1448년(세종30) 安平大君 발문, 1470년(성종1) 金守溫 발문 등 여러 판본과 함께 조선 초기 여러 판본 중의 하나이다. 이 책은 불교이념의 전파와 당대 사회문화상을 잘 반영하고 있는 불교서적으로서 권근의 발문을 통해 간행 연유를 알 수 있는 등 조선 초기의 인쇄문화를 알 수 있는 귀중한 자료이다.

## 참고 자료
- 묘법연화경 권5~7 - 국가유산청 국가유산포털